# Dřetovice
Dřetovice (en allemand : Dretowitz) est une commune du district de Kladno, dans la région de Bohême-Centrale, en Tchéquie. Sa population s'élevait à 471 habitants en 2020.

## Géographie
Dřetovice se trouve à 9 km au nord-est du centre de Kladno et à 21 km à l'ouest-nord-ouest du centre de Prague.
La commune est limitée par Třebusice et Koleč au nord, par Zákolany à l'est, par Libochovičky et Zájezd au sud, et par Stehelčeves et Brandýsek à l'ouest.

## Histoire
La première mention écrite de la localité date de 1233.